# Isla Cerro Gordo
Isla Cerro Gordo är en ö i Dominikanska republiken.   Den ligger i provinsen Monte Cristi, i den nordvästra delen av landet, 190 km nordväst om huvudstaden Santo Domingo.